# Liste der Naturdenkmale im Landkreis Osterholz
Die Liste der Naturdenkmale im Landkreis Osterholz nennt die Naturdenkmale im Landkreis Osterholz in Niedersachsen.
Am 31. Dezember 2016 gab es im Zuständigkeitsbereich der Unteren Naturschutzbehörde im Landkreis Osterholz 31 Naturdenkmale.
| Bild                          | Bezeichnung                            | Ort, Lage                                                                              | Beschreibung | Schutzzweck                                        | Nummer |
| ----------------------------- | -------------------------------------- | -------------------------------------------------------------------------------------- | --- | -------------------------------------------------- | ------ |
| BW                            | Bestand an Lorbeerrosen                | Grasberg Dannenberg Huxfelder Damm 3 (53° 9′ 53,8″ N, 9° 0′ 57,6″ O)                   | ca. 30 m Ausdehnung auf der Südseite des Meinershauser Achterdamms.                                                         | Schönheit, Seltenheit                              | ND 01  |
| BW                            | 1 Rotbuche                             | Hambergen im Oldenbütteler Holz (53° 16′ 46,6″ N, 8° 49′ 8,4″ O)                       | | Seltenheit                                         | ND 02  |
| BW                            | Findling                               | Hambergen Heißenbüttel Bremer Straße 5 (53° 17′ 53,2″ N, 8° 50′ 9,6″ O)                | „De groote Steen“ | geowissenschaftliche und heimatkundliche Bedeutung | ND 03  |
| BW                            | 2 Eichen                               | Schwanewede Leuchtenburg Leuchtenburger Straße 44 (53° 11′ 17″ N, 8° 39′ 19,1″ O)      | | Seltenheit, Schönheit, heimatkundliche Bedeutung   | ND 04  |
| BW                            | 3 Stieleichen                          | Schwanewede Leuchtenburg Mühlenweg 1 (53° 11′ 30,4″ N, 8° 39′ 1,2″ O)                  | entlang des Mühlenweges | Seltenheit, Schönheit                              | ND 05  |
| BW                            | 2 Stieleichen                          | Schwanewede Leuchtenburg Mühlenweg 12 (53° 11′ 36,2″ N, 8° 39′ 9,9″ O)                 | am Parkplatz vor der Gaststätte „Bruns Garten“                                                                              | Seltenheit, Schönheit                              | ND 07  |
| BW                            | 3 Linden                               | Schwanewede Leuchtenburg (53° 11′ 37,8″ N, 8° 39′ 12,1″ O)                             | |                                                    | ND 08  |
| BW                            | 1 Buche                                | Schwanewede Meyenburg Entenfang 26 (53° 16′ 24,2″ N, 8° 37′ 20,1″ O)                   | |                                                    | ND 09  |
| BW                            | 1 Stieleiche                           | Schwanewede Meyenburg Eekbusch 7 (53° 16′ 16″ N, 8° 36′ 41,7″ O)                       | zwischen Gebäuden an der Straße „Eckbusch“                                                                                  | Seltenheit, Schönheit, heimatkundliche Bedeutung   | ND 10  |
| mehr Fotos \| Fotos hochladen | Hünengräber mit Baumbestand            | Schwanewede Meyenburg Entenfang 26 (53° 16′ 52,9″ N, 8° 37′ 44,8″ O)                   | Baumbestand: 7 Eichen und 1 Kiefer. Durchmesser der Grabanlage: 1,20 m in West-Ost-Ausdehnung. siehe Ganggrab bei Meyenburg |                                                    | ND 11  |
| BW                            | 7 Stieleichen                          | Schwanewede Meyenburg Meyenburger Damm 13 (53° 16′ 23,3″ N, 8° 35′ 34,7″ O)            | Baumreihe auf Privatgrundstück                                                                                              | Seltenheit, Schönheit                              | ND 12  |
| BW                            | 1 Kastanie                             | Schwanewede Meyenburg Meyenburger Damm 7, Friedhof (53° 16′ 18,9″ N, 8° 35′ 41,7″ O)   | |                                                    | ND 13  |
| BW                            | 2 Winterlinden                         | Schwanewede Meyenburg Meyenburger Damm 14 (53° 16′ 18,9″ N, 8° 35′ 41,7″ O)            | auf Grundstück der evangelischen Gemeinde                                                                                   | Seltenheit, Schönheit                              | ND 14  |
| mehr Fotos \| Fotos hochladen | Großsteingrab mit 2 Stieleichen        | Schwanewede Meyenburg (53° 17′ 11,4″ N, 8° 39′ 6,1″ O)                                 | Großsteingrab mit Baumbestand 20 m im Umkreis. Ausdehnung Nord-Süd: 5,50 m siehe Großsteingräber bei Heine (Grab 2)         | Seltenheit, Schönheit, heimatkundliche Bedeutung   | ND 18  |
| BW                            | 1 Linde                                | Osterholz-Scharmbeck Klosterplatz (53° 13′ 27,3″ N, 8° 48′ 46,7″ O)                    | |                                                    | ND 20  |
| BW                            | Bestand an Zymbelkraut                 | Osterholz-Scharmbeck Osterholzer Straße 16 (53° 13′ 32,2″ N, 8° 48′ 21,6″ O)           | Bestand an Zymbelkraut, Mauervegetation auf ca. 90 m Länge an alter Friedhofsmauer.                                         | naturkundliche Bedeutung, Seltenheit               | ND 21  |
| BW                            | 3 Stieleichen                          | Ritterhude Platjenwerbe Dorfstraße 6 (53° 10′ 48,2″ N, 8° 41′ 13,4″ O)                 | Baumpaar an Grundstückseinfahrt und Einzelbaum.                                                                             | Seltenheit, Schönheit                              | ND 23  |
| BW                            | 2 Stieleichen                          | Worpswede An der Kirche 7 (53° 13′ 15″ N, 8° 55′ 15,9″ O)                              | | Seltenheit, Schönheit                              | ND 24  |
| BW                            | 1 Stieleiche                           | Worpswede Findorffstraße (53° 13′ 25,2″ N, 8° 55′ 31,5″ O)                             | | Seltenheit                                         | ND 26  |
| BW                            | 2 Stieleichen                          | Ritterhude Platjenwerbe Dorfstraße 26 (53° 10′ 56,6″ N, 8° 41′ 18,2″ O)                | | Seltenheit, Schönheit                              | ND 27  |
| BW                            | 1 Blutbuche                            | Osterholz-Scharmbeck Osterholz (53° 13′ 44,2″ N, 8° 48′ 45,1″ O)                       | | Seltenheit, Schönheit                              | ND 28  |
| BW                            | 7 Rotbuchen                            | Osterholz-Scharmbeck Osterholz Osterholzer Straße 16 (53° 13′ 32,2″ N, 8° 48′ 21,6″ O) | Baumreihe in Nord-Süd-Richtung im Klosterholz                                                                               | Seltenheit, ökologische Bedeutung                  | ND 29  |
| BW                            | 3 Stieleichen, 1 Winterlinde           | Schwanewede Beckedorf Föhrenkamp 2 (53° 11′ 57,1″ N, 8° 36′ 22,2″ O)                   | | Seltenheit, Schönheit                              | ND 30  |
| BW                            | Bestand an Lorbeerrosen                | Grasberg Dannenberg (53° 8′ 49,2″ N, 8° 59′ 20″ O)                                     | auf ca. 25 m² landwirtschaftlich nicht genutzter Feuchtfläche                                                               | Seltenheit, Schönheit                              | ND 31  |
| BW                            | Geestkuppe „Maiberg“ mit Gehölzbestand | Eggestedt (53° 13′ 46,5″ N, 8° 37′ 26,1″ O)                                            | Stieleichen-, Kiefern-, Rotbuchenmischwald auf Hügelkuppe                                                                   | Schönheit                                          | ND 32  |
| BW                            | 1 Traubeneiche                         | Worpswede (53° 12′ 58″ N, 8° 54′ 57,7″ O)                                              | „Kugeleiche“ in einer Feldhecke                                                                                             | Seltenheit, Schönheit                              | ND 34  |
| BW                            | Orchideenbestand                       | Worpswede Auf der Wurth 2 (53° 13′ 26,5″ N, 8° 55′ 24,5″ O)                            | Feuchtwiese auf kalkhaltigem Boden mit Orchideen und gefährdeten Arten                                                      | naturkundliche Bedeutung, gefährdete Arten         | ND 36  |
| BW                            | 1 Eiche                                | Schwanewede Meyenburg Butendoor 12 (53° 16′ 17,5″ N, 8° 36′ 3,5″ O)                    | |                                                    | ND 37  |
| BW                            | 1 Efeu                                 | Worpswede Am Thiergarten (53° 12′ 56,6″ N, 8° 55′ 2,3″ O)                              | |                                                    | ND 39  |
| BW                            | 1 Stieleiche                           | Schwanewede Leuchtenburg (53° 11′ 38,3″ N, 8° 39′ 9,4″ O)                              | „Friedenseiche“, am Parkplatz neben der Gaststätte „Bruns Garten“                                                           | Seltenheit, Schönheit                              | ND 40  |